# Greenville (Teksas)
Greenville je grad u američkoj saveznoj državi Teksas. Prema popisu stanovništva iz 2010. u njemu je živjelo 25.557 stanovnika.